# Cerarioporia
Cerarioporia is een monotypisch geslacht van schimmels behorend tot de familie Polyporaceae. De typesoort is Cerarioporia cystidiata.